# El coco 2
El coco 2 es una película de comedia colombiana de 2017 dirigida por Juan Camilo Pinzón con guion de Dago García, protagonizada por un elenco de comediantes compuesto por Carlos Sánchez, Julián Madrid, Alexandra Restrepo, María Auxilio Vélez y Pedro González. Es una secuela de la película El coco de 2016, dirigida también por Pinzón.

## Sinopsis
En una cárcel colombiana se están presentando extraños efectos paranormales. Esto se agudiza con la llegada de un nuevo y extraño recluso. La directora de la cárcel decide recurrir a Piroberta, Micolta, Don Jediondo, Carroloco y el Mono Sánchez para que pongan fin a este misterio.

## Reparto
- Carlos Sánchez es el Mono.
- Julián Madrid es Piroberta.
- Alexandra Restrepo es Sagrario.
- Roberto Lozano es Micolta.
- Juan Guillermo Zapata es Carroloco
- Gustavo Villanueva es Dioselina.
- Pedro González es Don Jediondo.
- María Auxilio Vélez es Auxilito.
- Tahiana Bueno es Tahiana.